# Ilse Jonas (Pastorin)
Ilse Jonas (* 9. März 1900 in Fürstenau, Schlesien; † 12. Februar 1997 in Gnadau) war eine deutsche evangelische Pastorin und Autorin.

## Leben
Jonas besuchte nach dem Abitur in Breslau zunächst ein Sozialpädagogisches Seminar, wechselte dann zum Studium der Rechtswissenschaften und schließlich zu dem der Evangelischen Theologie, das sie in Breslau begann und in Marburg am 15. Dezember 1927 mit dem Fakultätsexamen abschloss. Seit 1925 war sie Mitglied (bald auch 2. Vorsitzende) im Verband Evangelischer Theologinnen. Nach ihrem Lehrvikariat in Düsseldorf legte sie 1930 vor dem Konsistorium Koblenz das Zweite Theologische Examen ab und wurde 1931 zur „Vikarin“ eingesegnet.
Von 1933 bis 1936 arbeitete sie für die Evangelische Frauenhilfe in Essen und schloss sich während dieser Zeit der Bekennenden Kirche an. Bis 1944 war sie an der Bibelschule der Frauenhilfe in Potsdam, anschließend im Frauendienst der Evangelisch-Lutherischen Landeskirche Sachsens tätig. Hier wurde sie zwar 1948 ordiniert, hatte aber wegen des Widerstands der Pfarrerschaft keine Möglichkeit, ein Gemeindepfarramt auszuüben. So arbeitete sie ab 1949 als Krankenhausseelsorgerin in Chemnitz, von 1955 bis 1960 in Dresden.
Jonas veröffentlichte einige Bücher, darunter eine Biographie von Jochen Klepper, mit dem sie seit dem gemeinsamen Studium in Breslau befreundet gewesen war.

## Schriften (Auswahl)
- Krankenbriefe. Evangelische Verlagsanstalt, Berlin 1964 (2. Auflage 1967).
- Jochen Klepper: Dichter und Zeuge. Ein Lebensbild. Evangelische Verlagsanstalt, Berlin 1966 (Lizenzausgabe Christlicher Zeitschriftenverlag, Berlin 1967).
- Stille für den Tag. Andachten. Evangelische Verlagsanstalt, Berlin 1972.